# Natalia Vorojbyt
Natalia Vorojbyt (en ukrainien : Наталія Анатоліївна Ворожбит, Natalia Anatoliïvna Vorojbyt), née le 4 avril 1975 à Kiev, est une scénariste et dramaturge ukrainienne.

## Biographie
Natalia Vorojbyt naît à Kiev le 4 avril 1975. Elle effectue des études littéraires et obtient en 2000 le diplôme de l'Institut littéraire Maxime Gorki. Elle étudie dans le cadre du Programme international des écrivains,.
Elle écrit ses scénarios en russe et en ukrainien. Avec le metteur en scène allemand Georg Zheno, elle fonde le Théâtre des déplacés, où les réfugiés du Donbass peuvent raconter leur périple. Elle écrit le scénario du long métrage Cyborgs sur la défense de l'aéroport Sergei Prokoviev près de Donetsk, où les soldats ukrainiens ont combattu les séparatistes pendant 242 jours. Natalia Vorojbyt parcourt la zone des conflits pendant quatre mois pour s'entretenir directement avec les personnes impliquées. La situation de guerre en Ukraine est un thème récurrent dans l'œuvre de Natalia Vorojbyt.
Elle participe en 2013 aux manifestations de l'Euromaïdan. À cette occasion, elle recueille l'inspiration pour de nouvelles œuvres. Elle collabore avec la Royal Shakespeare Company.
Natalia Vorojbyt est en 2020 la scénariste et productrice exécutive de la série télévisée Attraper le Kaïdach, qui a du succès, mais elle ne désire pas créer une deuxième saison,.

## Œuvres
- Sacha, sors les poubelles, traduction Iryna Dmytrychyn (Ed. l'Espace d'un instant, 2023)  (ISBN 9782375720554).
- Le Dépôt de grain, traduction Iryna Dmytrychyn (Ed. l'Espace d'un instant, 2023)  (ISBN 9782375720554)[10],[7].
- Mauvaises routes, traduction Iryna Dmytrychyn (Ed. l'Espace d'un instant, 2022)  (ISBN 9782375720387)[11],[12].
- Mon Mykolaivka, 2017[4].
- Sœurs de sang, 2019.
- Bad Roads (film), scénariste.